# Blaesodactylus
Blaesodactylus es un género de geckos de la familia Gekkonidae. Es endémica de la isla de Madagascar. Estas especies han sido previamente incluidas en Homopholis.
Las especies son similares, en general, con pequeñas escamas cónicas en la superficie dorsal, con la coloración desvaída y un patrón de distintas bandas transversales.

## Especies
Se reconocen las siguientes seis especies:
- Blaesodactylus ambonihazo Bauer, Glaw, Gehring & Vences, 2011
- Blaesodactylus antongilensis (Böhme & Meier, 1980)
- Blaesodactylus boivini (Duméril, 1856)
- Blaesodactylus ganzhorni Vences, Miralles, Ineich, Rakotoarison, Glasenapp, Scherz, Köhler, Glaw & Raselimanana, 2025[3]
- Blaesodactylus microtuberculatus Jono, Bauer, Brennan & Mori, 2015
- Blaesodactylus sakalava (Grandidier, 1867)